# Café de Flore

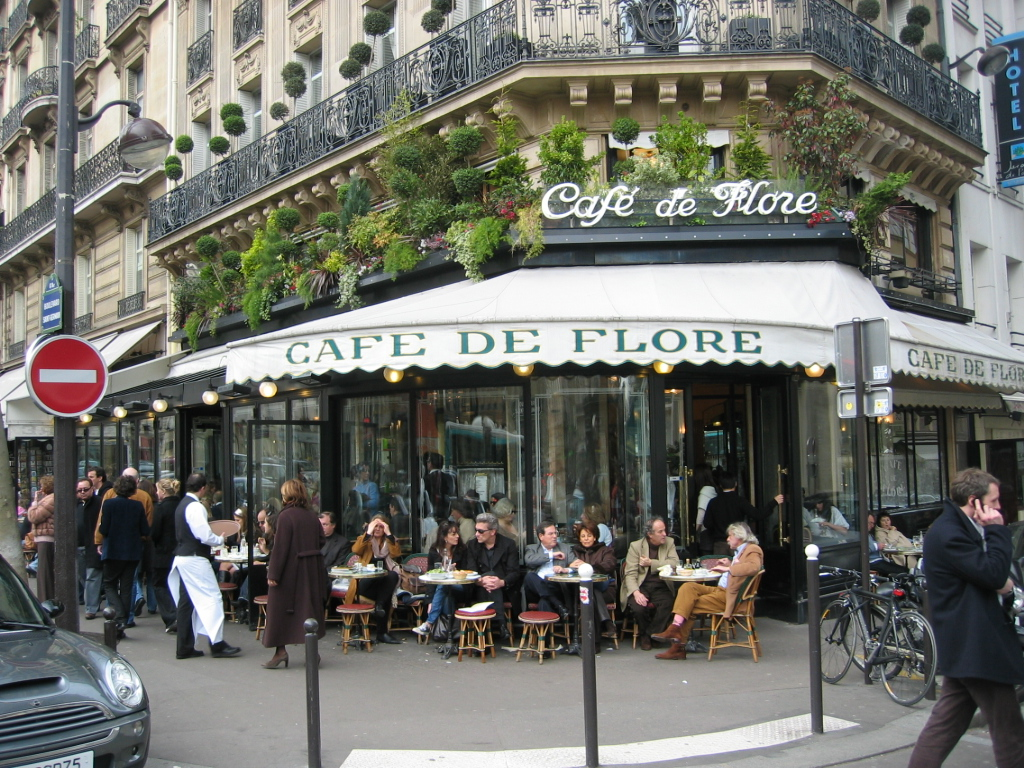
Kaféets uteservering.

Café de Flore är ett kafé i Quartier Saint-Germain-des-Prés i Paris sjätte arrondissement, i hörnet av Boulevard Saint-Germain och Rue Saint-Benoît.
Kaféet grundades under Tredje republiken, omkring 1887. Det fick sitt namn efter en skulptur föreställande gudinnan Flora, belägen på andra sidan boulevarden. Vid slutet av 1800-talet byggdes en övervåning. Många intellektuella, som till exempel Jean-Paul Sartre, Simone de Beauvoir, och Zhou Enlai har varit stamgäster på kaféet.